# Beaucourt-en-Santerre

Beaucourt-en-Santerre este o comună în departamentul Somme, Franța. În 1 ianuarie 2022 avea o populație de 164 de locuitori.